# Cyanoramphus novaezelandiae
O kakariki-de-fronte-vermelha, kakariki-de-testa-vermelha  ou apenas kakariki (Cyanoramphus novaezelandiae) é uma pequena espécie de papagaio nativa da Nova Zelândia. A palavra kakariki vem do Maori kākāriki e significa "papagaio pequeno" (kākā = papagaio, riki = pequeno). É caracterizado por suas penas verdes brilhantes e testa vermelha.

## Descrição

### Adultos

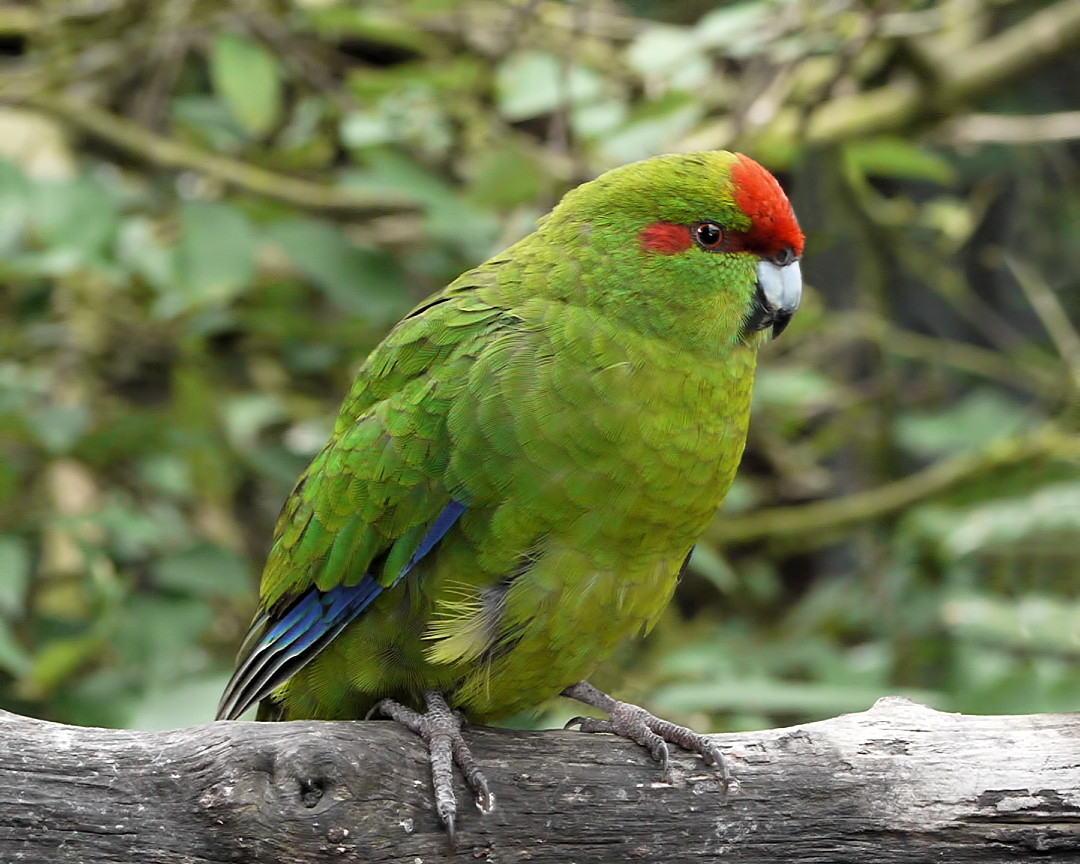
Cyanoramphus novaezelandiae adulto

Os kakarikis-de-fronte-vermelha adultos são verdes, possuem asas com pontas azuis e apresentam marcações vermelhas na testa e na lateral dos olhos, além de manchas menores na mesma coloração abaixo das asas. Seu bico é acinzentado com a ponta preta e suas íris são vermelhas ou alaranjadas. Essa espécie exibe um discreto dimorfismo sexual, sendo os machos caracterizados por possuírem bicos maiores e mais largos em comparação com as fêmeas.

### Juvenis
Os kakarikis-de-fronte-vermelha juvenis são semelhantes aos adultos, mas seus bicos são rosados e suas íris são castanhas. São facilmente identificados pela faixa de penas ainda não desenvolvidas logo acima do bico.

### Filhotes
Esta ave, assim como a maioria dos psitacídeos, nascem completamente desprovidas de penas. Têm pele rosada e penugem branca. A medida que crescem, as penas coloridas começam a aparecer.

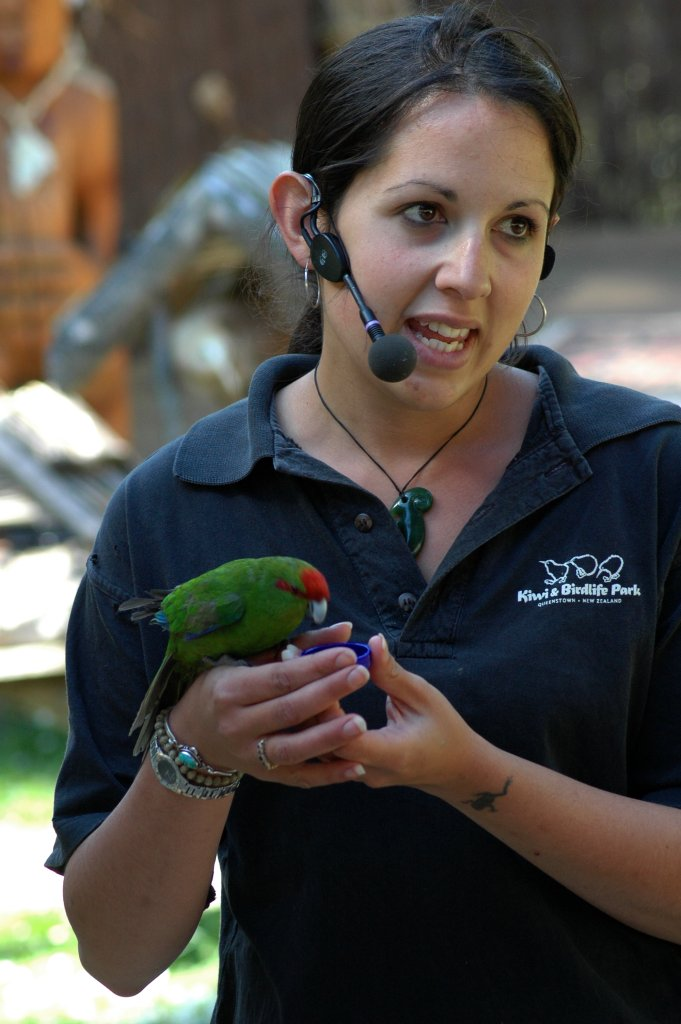
Tamanho de um kakariki-de-fronte-vermelha relativamente a um humano

### Medidas[5]
| Indivíduo | Tamanho médio (excluindo cauda) | Peso médio |
| --------- | ------------------------------- | ---------- |
| Padrão    | 25,5 cm                         | 85,5g      |
| Macho     | 25,5 cm                         | 88g        |
| Fêmea     | 25,5 cm                         | 81,5g      |

### Vocalizações
As vocalizações da espécie são mais fortes e mais graves que as vocalizações do kakariki-de-fronte-amarela (Cyanoramphus auriceps). Seu som padrão é um "ki-ki-ki-ki-ki-ki-ki-ki-ki" rítmico que pode perdurar de um a dez segundos.

## Distribuição e habitat

### Distribuição
A espécie já foi encontrada nas ilha norte e na ilha sul da Nova Zelandia, porém a maior parte das populações das ilhas principais foram exterminadas por espécies invasoras como gatos ferais e ratos. Agora só são encontrados em reservas naturais e ilhas distantes das duas principais, como a Ilha Kapiti, Ilhas Auckland e e Ilhas Chatham.

### Habitat
Kakarikis-de-fronte-vermelha podem viver nos mais variados habitats, incluindo florestas temperadas densas, florestas costeiras, campos e áreas abertas. Quando sua distribuição geográfica coincide com a de kakarikis-de-fronte-amarela, tendem a preferir áreas abertas.

## Comportamento

### Dieta

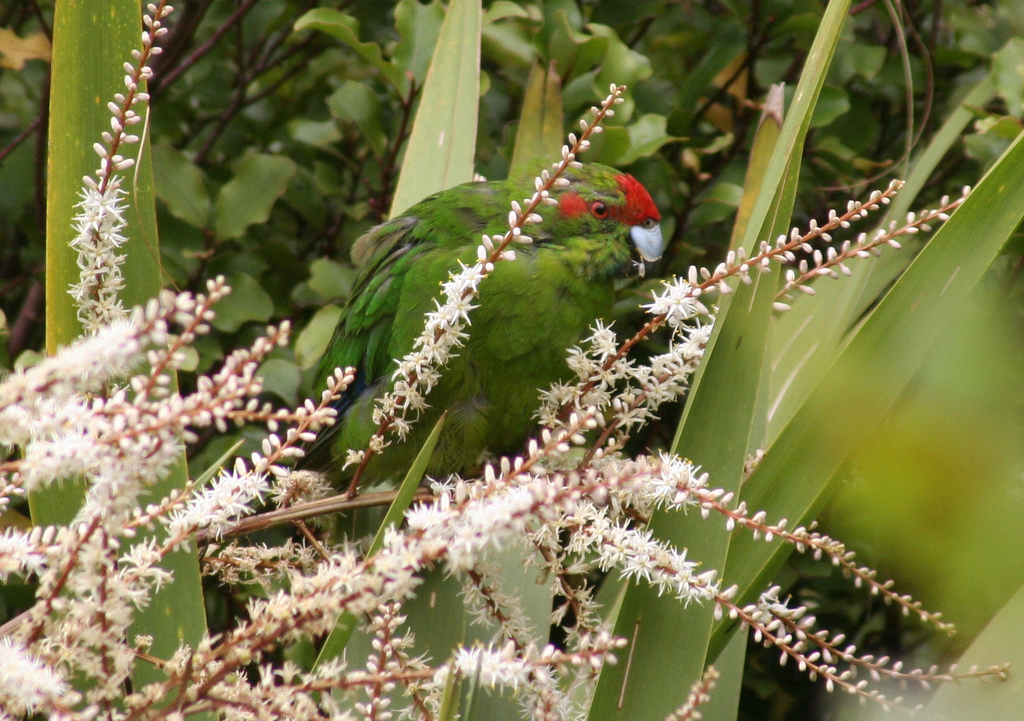
Kakariki-de-fronte-vermelha se alimentando

Possuem uma dieta generalista, comendo principalmente flores, sementes e pequenas frutas. Também comem insetos, especialmente os das espécies Ctenochiton viridis e Sensoriaphis nothofagi.

### Principais plantas consumidas[11]
| Espécie                | Parte(s) da planta                                |
| ---------------------- | ------------------------------------------------- |
| Agathis australis      | Estame, sementes                                  |
| Coprosma arborea       | Frutas                                            |
| Coprosma macrocarpa    | Brotos de flor                                    |
| Holcus lanatus         | Sementes                                          |
| Knightia excelsa       | Brotos de flor                                    |
| Kunzea ericoides       | Brotos de flor, sementes                          |
| Metrosideros excelsa   | Flores, sementes                                  |
| Muehlenbeckia complexa | Brotos de flor, flores, sementes                  |
| Nothofagus truncata    | Brotos de folha, brotos de flor, flores, sementes |
| Phytolacca octandra    | Frutas                                            |
| Pittosporum umbellatum | Brotos de flor, flores                            |
| Poa annua              | Sementes                                          |
| Raukaua edgerleyi      | Frutas                                            |
| Solanum americanum     | Flores, frutas                                    |
| Vitex lucens           | Brotos de flor, flores                            |

### Reprodução

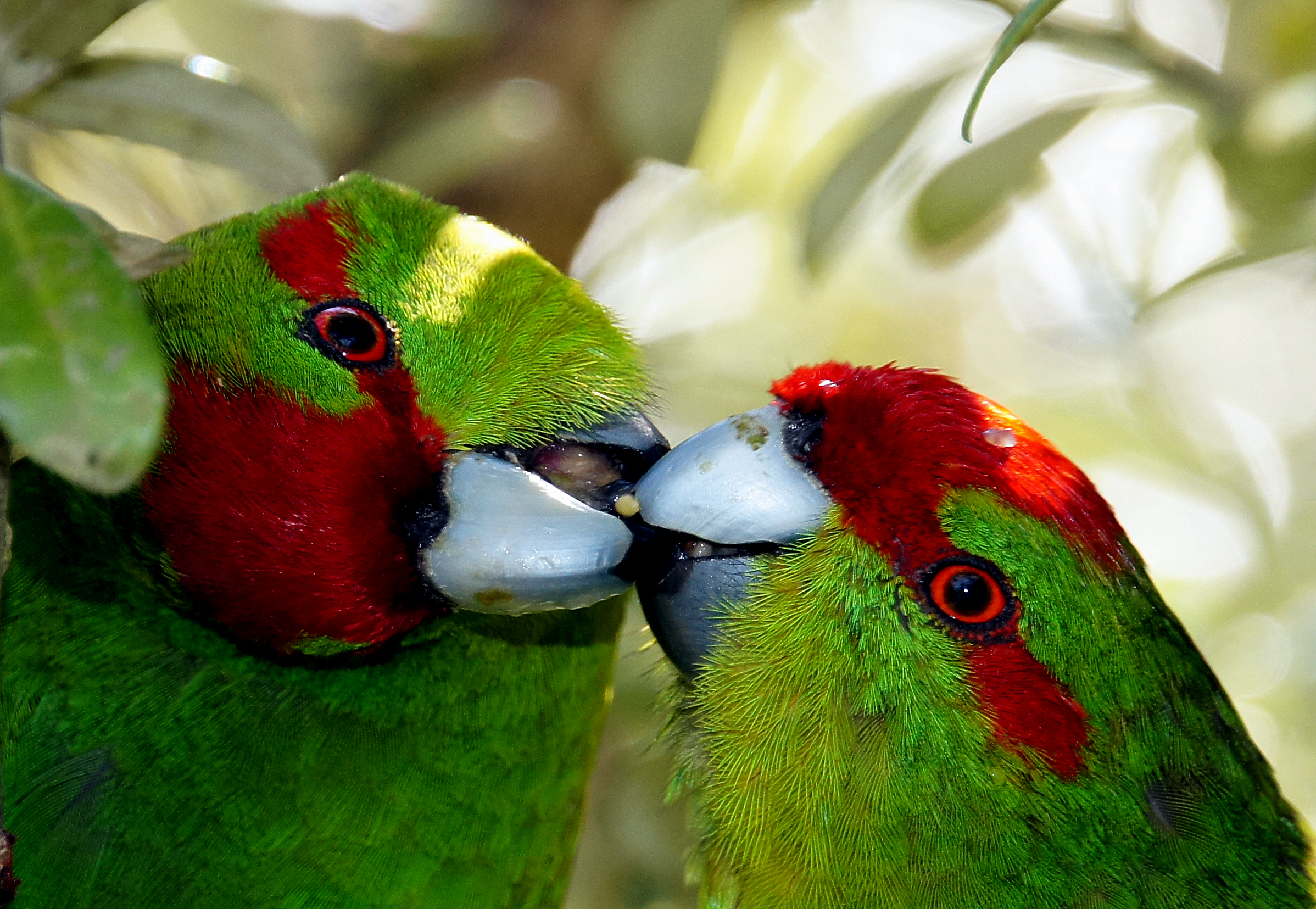
Casal de kakariki-de-fronte-vermelha alimentando um ao outro

Ocorre de novembro a janeiro na Nova Caledônia e em qualquer época do ano nos outros lugares onde a espécie é encontrada. Fazem ninhos em ocos de árvores, barrancos, fissuras em pedreiras ou em buracos no chão, dependendo do habitat onde estão inseridos. Botam entre 5 e 9 ovos e a incubação leva em torno de 20 dias. Os ovos pesam em média 6g. Destes ovos, nascem entre 3 e 6 filhotes e apenas um ou dois destes chegam a sair do ninho. O cuidado dos filhotes é realizado por uma fêmea, que nunca sai do ninho, e dois machos de tamanhos diferentes, que alimentam a fêmea e os filhotes. Ambos os machos são pais biológicos dos filhotes. Machos possuem maior taxa de sobrevivência que as fêmeas.

### Outros comportamentos notáveis
Kakarikis-de-fronte-vermelha não nadam, pescam ou mergulham, mas dependem de cursos d'água, lagos e outros reservatórios de água doce para tomarem banho. Estes animais entram na água e batem suas asas, fazendo com que a água se espalhe para cima de seu corpo.
Outro comportamento notável é o de forrageamento. Kakarikis-de-fronte-vermelha cavam e ciscam no chão em busca de alimentos.

## Estado de conservação
O kakariki-de-fronte-vermelha é uma espécie protegida pelo New Zealand's Wildlife Act 1953 (Lei da Vida Selvagem da Nova Zelândia 1953). Era uma espécie extremamente abundante durante o século XIX, diminuindo drasticamente durante o século XX. A espécie já chegou a ser considerada Quase Ameaçada pela lista vermelha da IUCN, mas graças a esforços de reintrodução destes animais em algumas ilhas e refúgios de vida selvagem nas ilhas principais, a espécie hoje é classificada como Pouco Preocupante.

## Cultura
Na língua Maori, existe uma expressão popular utilizada no contexto de descrever conversa barulhenta ou fofoca, fazendo a conexão do som das pessoas falando com o som de filhotes de kakariki em seus ninhos. A expressão é  "Ko te rua porete hai whakariki" e sua tradução literal é "assim como um ninho de kakarikis".

## Avicultura

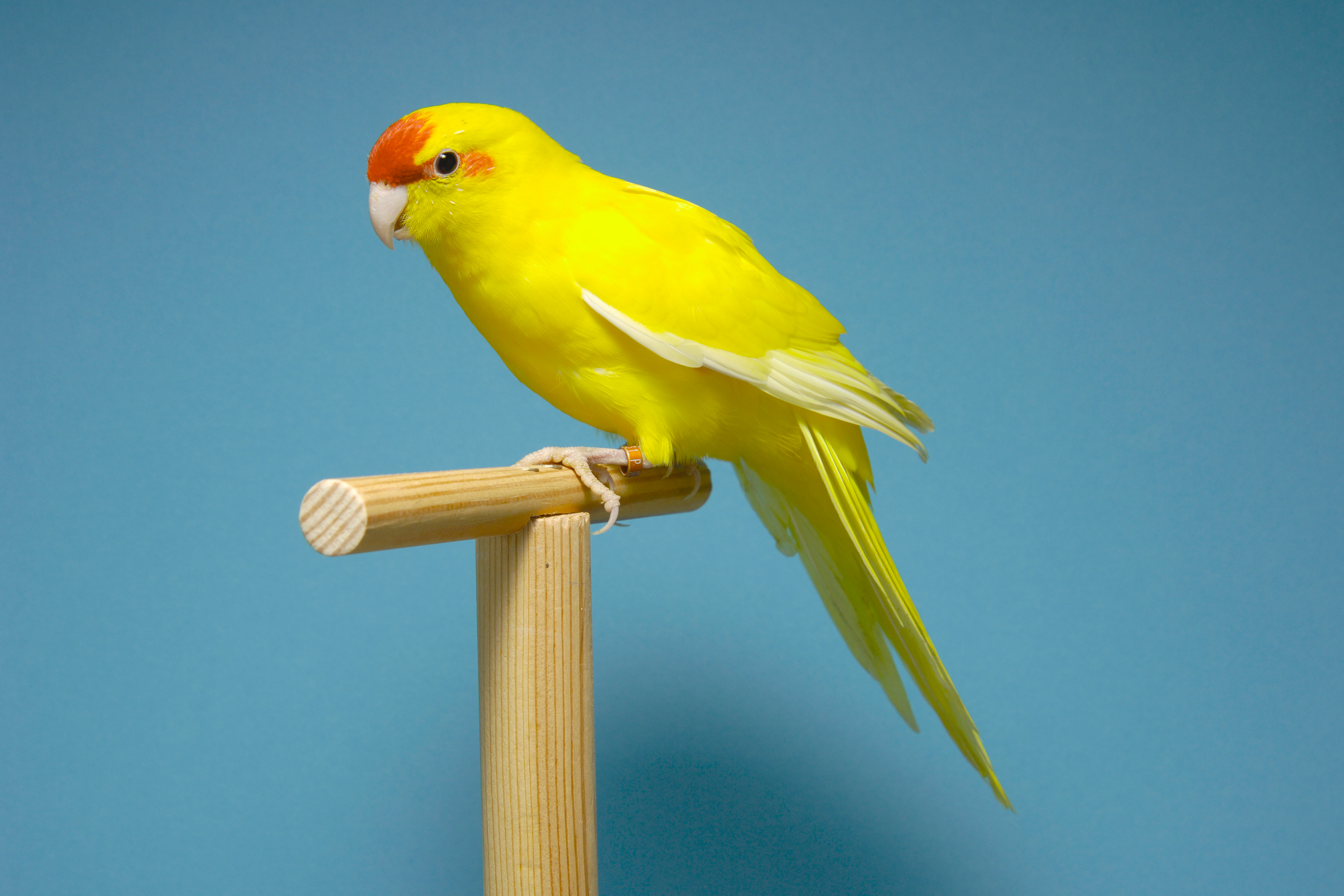
Kakariki-de-fronte-vermelha na variação de cor amarela

Pouco comum no Brasil, mas sua popularidade como animal de estimação vem crescendo ao longo dos anos devido a sua fácil reprodução e variedade de cores. Pode ser encontrado com cores além do tradicional verde, como amarelo, azul, branco e uma combinação destas cores. Por sua personalidade enérgica, exige uma gaiola maior do que a maioria das aves de tamanho semelhante, muito tempo fora da gaiola e brinquedos que estimulem seus comportamentos naturais de forragear, destruir e se pendurar. Além disso, é essencial que haja água fresca disponível sempre, para permitir seu comportamento de banho.